# Antonín Matula
Antonín Matula (geboren 9. April 1885 in Drholec, Österreich-Ungarn; gestorben 23. Januar 1953 in Prag) war ein tschechoslowakischer Schriftsteller und Kulturbeamter.

## Leben
Antonín Matula war ab 1910 Lehrer an verschiedenen Mittelschulen und wechselte bei Gründung der Tschechoslowakei 1919 ins Schulministerium. 1922 gründete er die „Vereinigung zur Hebung des Landvolks“ (Sdružení k povzneseni venkova). Er heiratete Milada Dvořáková, die Tochter des Orientalisten Rudolf Dvořák.
1932 definierte er im Aufsatz Ruralismus v krásném písemnictví den Ruralimus in der tschechischen Literatur (Josef Knap). 1933 gab er in der literaturtheoretischen Schrift Hlasy země v evropských literaturách eine Übersicht über die dem Ruralimus zuzurechnende europäische Literatur, insbesondere die Flämische (Herman de Man, Stijn Streuvels, Reijmont Stijns).
Im Mai 1938 gehörte Matula zu den Unterzeichnern des „Manifestes der tschechischen Kulturschaffenden zur Verteidigung des Landes“. Nach der deutschen Besetzung Tschechiens wurde er von der Kollaborationsregierung im Reichsprotektorat Böhmen und Mähren zum Sektionschef für das Kulturleben berufen und wurde im März 1939 Aufsichtsratsvertreter der Regierung in der Tschechischen Rundfunkgesellschaft. 1941 wurde von ihm die Inszenierung von Friedrich Schillers Drama Don Karlos untersagt, da dieses vom tschechischen Publikum als Anspielung auf Reinhard Heydrichs Entsendung nach Prag verstanden werden könnte. Ab 1942 war Matula innerhalb der Sektion Kunst zusätzlich für das Theater, die Theaterzensur, die Musikaufführungen und die Musikverlage einschließlich Schallplatten zuständig.

## Schriften (Auswahl)
- Stráž. Roman. Novina, Prag 1936.
- Hlasy země v evropských literaturách. Svobodné učení selské, Prag 1933.
- Ruralismus v krásném písemnictví. in: Osvěta venkova 4, 1932/33, S. 19–26
- Lidová výchova v Československé republice. Státni nakladatelství, Prag 1928.
- Ohnivý vítr. Roman. Československé podniky tiskařské a vydavatelské, Prag 1920.
- Výchova venkova k lidovládě: lidovýchovné stati. Nákladem Zemského sdružení dorostu českého venkova, Prag 1919.
- Kořeny v moravské půdě : literární studie. František Švejda, Prag 1917 (?).
- Vesnické drama. Studie z českého písemnictví. Nákl. spisovatelovým, Jičín 1916.